# Альмгрен, Густав
Густав Адольф Альмгрен (швед. Gustav Adolf Almgren, 6 ноября 1906 — 31 августа 1936) — шведский фехтовальщик-шпажист, призёр олимпийских игр и чемпионата мира.

## Биография
Родился в 1906 году в Венерсборге. В 1935 году завоевал серебряную медаль Международного первенства по фехтованию (в 1937 году Международная федерация фехтования задним числом признала его чемпионатом мира). В 1936 году стал серебряным призёром Олимпийских игр в Берлине.